# ヴェニ・サンクテ・スピリトゥス
ヴェニ・サンクテ・スピリトゥス (ラテン語: Veni Sancte Spiritus) 『聖霊来たりたまえ』は、キリスト教カトリック教会の聖歌の一つ。

## 概要
中世に多く書かれたセクエンツィアの一つで、聖霊降臨祭（ペンテコステ）の祝日のミサのためのもの。
作者や作られた時期については、例えば11世紀初頭のフランス国王ロベール2世由来説や、1220年に記されたエッケハルト5世の『ノトケル伝』の中で又聞きとして述べられているローマ教皇インノケンティウス3世説、イギリス国王ジョン時代にカンタベリー大司教かつ枢機卿であったスティーブン・ラングトン説など諸説があり、どれも確証に欠けるため現在のところ不明である。
ただしセクエンツィアの形態としては、韻を踏むなどノトケルの頃から比べれば明らかな進化を示しており、原型はともかく現在の形になったのは12世紀中頃であろうと見られている。

## テキスト
```
[A] Veni, Sancte Spiritus,　　　　　　　　　　聖霊来たり給え
    Et emitte coelitus　　　　　　　　　　　　天より御光の輝きを放ち給え
    Lucis tuae radium.

    Veni, Pater pauperum,　　　　　　　　　　 貧しき者の父、
    Veni, dator munerum,　　　　　　　　　　　恵みの与え主、
    Veni, lumen cordium.　　　　　　　　　　　心の光にます御者来たり給え。

[B] Consolator optime,　　　　　　　　　　　　いと優れたる慰め主、
    Dulcis hospes animae,　　　　　　　　　　 霊魂の甘美なる友、
    Dulce refrigerium:　　　　　　　　　　　　心の和やかなる楽しみ。

    In labore requies,　　　　　　　　　　　　疲れたる時の憩い、
    In aestu temperies,　　　　　　　　　　　 暑き時の涼しさ、
    In fletu solatium.　　　　　　　　　　　　憂うる時の慰め。

[C] O lux beatissima,　　　　　　　　　　　　 至って幸いなる光よ、
    Reple cordis intima,　　　　　　　　　　　主を信じる者の心に来たり満ち給え。
    Tuorum fidelium.

    Sine tuo numine,　　　　　　　　　　　　　主の御助けあるにあらざれば、
    Nihil est in homine,　　　　　　　　　　　人には罪ならざる所なからん
    Nihil est innoxium,

[D] Lava quod est sordidum,　　　　　　　　　 乞い願わくば汚れたるを清め、
    Riga quod est aridum,　　　　　　　　　　 乾けるを潤し、
    Sana quod est saucium.　　　　　　　　　　傷つけられたるを癒し給え。

    Flecte quod est rigidum,　　　　　　　　　固きを和らげ、
    Fove quod est frigidum,　　　　　　　　　冷えたるを暖め、
    Rege quod est devium.　　　　　　　　　　 曲がれるを直くし給え。

[E] Da tuis fidelibus,　　　　　　　　　　　　主を頼む信者に
    In te confidentibus,
    Sacrum septenarium.　　　　　　　　　　　 神聖なる七つの賜を施し給え。

    Da virtutis meritum,　　　　　　　　　　　善徳の功を積み、
    Da salutis exitum,　　　　　　　　　　　　救霊の彼岸に至り、
    Da perenne gaudium.　　　　　　　　　　　 永遠に喜ぶを得しめ給え。

[F] Amen, Alleluia.　　　　　　　　　　　　　 アーメン、アレルヤ。

```